# Bicyclus fulgida
Bicyclus fulgida är en fjärilsart som beskrevs av Fox 1963. Bicyclus fulgida ingår i släktet Bicyclus och familjen praktfjärilar. Inga underarter finns listade i Catalogue of Life.